# Цепенда Кирило Яремович
Кирило Яремович Цепенда (24 грудня 1914, с. Джурин, нині Чортківського району Тернопільської області — 2 жовтня 2003) — стипендіат КОДУС, музичний діяч, диригент хорів в Україні та діаспорі.

## Життєпис
Народився 24 грудня 1914 році в с. Джурин, нині Чортківський район, Тернопільська область, Україна.
Навчався у Бучацькій державній гімназії (під час навчання деякий час мав москвофільські погляди, «подвизався» в москвофільських організаціях). Закінчив Теребовлянську гімназію 1937 року. Студіював у Музичному Інституті ім. Миколи Лисенка у Львові (клас хорового диригування Миколи Колесси), згодом студент консерваторії (музичної академії) у Відні в 1941—1942 роках.
Музичну діяльність розпочав гімназистом: спочатку оркестрант, пізніше — керівник струнних оркестрів у Бучачі, Теребовлі. Засновник, диригент хору в рідному Джурині (І-ше місце на повітовому конкурсі в Чорткові. Під час студій у Львови керував хорами Ремісничої бурси, товариств «Просвіта», «Народна торгівля», інших. 1941—1945 регент хору при Церкві св. Варвари у Відні, диригент хору товариства «Віденська Січ» (виступав у Кенігсбергу, Гданську). 1945 року переїхав до Мюнхена, 1945—1949 диригент чоловічого хору «Трембіта» в Німеччині (дав понад 300 концертів в таборах перебування українців).
1949 року перебрався до США (Детройт); працював вчителем музики в парафіяльній школі, керував церковними хорами в Аксонії та Рочестері. З 1955 року диригент хору церкви святого Івана Хрестителя (до 1990 року) в Детройті; згодом мішаного та чоловічого хорів «Трембіта» (від 1970 року), мандолінного оркестру «Веселка» (з ним виступав у США, Канаді, записав низку грамплатівок). Керівник капели бандуристок при осередку СУМ та інше.
3 березня 1973 року заснував у Детройті радіостудію «Гомін України», на якій кожного тижня (з 1974 року) вів годинну програму українською мовою.
З 1989 року диригент чоловічого хору «Ватра» (м. Воррен, штат Мічиган). Автор музичних творів різних жанрів, публікацій у пресі. Видав «Співаник народних пісень», Службу Божу в народних молитвах.